# Береговий Сергій Георгійович
Сергі́й Гео́ргійович Берегови́й (1976-2015) — старший солдат Збройних сил України, учасник російсько-української війни.

## Життєпис
Взимку 2013—2014 років перебував на Євромайдані в Києві, де був активним учасником Революції гідності.
Доброволець, на фронті з 6 вересня 2014 року, безпосередньо брав участь в АТО з 25 січня 2015 року. Стрілець, 30-та окрема механізована бригада.
14 липня 2015-го загинув під час вчиненого терористами мінометного обстрілу опорного пункту біля смт Луганське. Тоді ж загинув солдат Анатолій Кулінич.
Похований у Києві, Совське кладовище.

## Нагороди
За особисту мужність, сумлінне та бездоганне служіння Українському народові, зразкове виконання військового обов'язку відзначений — нагороджений
- 05 жовтня 2015 року — орденом «За мужність» III ступеня (посмертно).

## Вшанування пам'яті
- Вулиця Сергія Берегового в Києві перейменована на його честь 27 жовтня 2022 року.
- Меморіальна дошка на будинку (вулиця Святослава Хороброго, 6), де жив Сергій Береговий